# 'O sarracino/Caravan petrol
'O sarracino/Caravan petrol è un singolo del cantante italiano Renato Carosone, pubblicato nel 1958 dalla Pathé.

## Il disco
Entrambe le canzoni, sia il lato A 'O sarracino sia il lato B Caravan petrol, sono tra i brani più conosciuti del cantautore napoletano, incisi con il suo sestetto.
Gli autori di entrambe le canzoni sono lo stesso Carosone per la musica e Nisa (pseudonimo di Nicola Salerno), suo collaboratore abituale, per le parole.
Alla fine del 1958 il disco risulterà essere l'ottantaduesimo più venduto in Italia dell'anno.

### 'O sarracino
"'O sarracino" (in italiano Il saraceno) fu scritta nel 1958 da Renato Carosone (musica) e Nisa, pseudonimo di Nicola Salerno (parole).
Il termine saraceno era utilizzato in Italia per indicare i musulmani provenienti dall'oriente e più in generale gli arabi. Inizialmente l'idea per il brano era proprio quella di un testo che descrivesse lo sbarco a Napoli di un affascinante uomo orientale di colore desiderato da tutte le donne. In seguito gli autori del brano preferirono che il protagonista della canzone fosse semplicemente un giovane dai capelli ricci, abbronzato e con una sigaretta in bocca che camminava per le vie di Napoli lasciando affascinate tutte le donne, lasciando il termine sarracino più come epiteto volto a prendere in giro che come indicazione di provenienza geografica. Le influenze orientali, tuttavia, rimasero nella melodia di "'O sarracino".
Negli anni successivi la canzone, autentico classico della musica partenopea, è stata oggetto di numerose cover e reinterpretazioni. Gigi D'Alessio la propose nel 1999 alla manifestazione Viva Napoli di quell'anno, ottenendo il primo premio. Futuramente sarà inserita nel suo sedicesimo album, Malaterra, come canzone iniziale. Anche Renzo Arbore e l'Orchestra Italiana ne registrarono una versione per l'album At Carnegie Hall New York. Fra gli altri artisti ad aver interpretato una propria versione della canzone si ricordano anche Franco Ricciardi, Claudio Villa, Mario Trevi (in versione Turbo folk), Edoardo Bennato, Orietta Berti (2008 - album Swing, un omaggio alla mia maniera), Fiorello e Mina. Il comico Checco Zalone ne ha cantato una parodia imitando Carmen Consoli in una puntata di Zelig. Neffa insieme ai The Bluebeaters ne fece una versione ska presentandola alla serata cover del Festival di Sanremo 2016, e presente nell'album Resistenza.
Nel 2023 Rosa Chemical ne ha tratto un nuovo singolo intitolato Bellu guaglione.

### Caravan petrol
Introdotta dalla consueta frase recitata di Gegè Di Giacomo ("Canta Napoli, Napoli petrolifera...") la canzone sul lato B del disco affronta, con la consueta ironia, il tema della ricerca del petrolio, che il protagonista della canzone, un napoletano, tenta di effettuare nei dintorni di Napoli a cavallo di un cammello ed indossando un turbante colorato, ovviamente senza trovare nulla: "Scordatello, nun è cosa, ca 'o petrolio nun ce sta".
Tra le numerose cover della canzone è da ricordare quella in versione ska incisa dai Casino Royale nell'album Jungle Jubilee con il titolo opportunamente mutato in "Skaravan petrol"; un'altra cover è stata realizzata nel 2001 da Massimo Ranieri per il suo album Oggi o dimane.
La canzone ispirerà il film Caravan petrol di Mario Amendola.
Nel 2006 il reality show italiano La fattoria sceglie la canzone come sigla del programma, ma è stata interpretata dalla conduttrice Barbara D'Urso e cambia una parte del ritornello: pascià, pascià, pascià, invece dell'originale Allah, Allah, Allah. Il motivo ufficiale fu che il programma era incentrato sulla figura del "pascià" (uno dei personaggi della trasmissione) e anche per rispetto verso l'Islam, ma all'epoca alcuni giornali parlarono di censura del testo di Carosone per paura di ritorsioni da parte di estremisti islamici (come era già avvenuto diversi anni prima nel programma Quelli della Notte per la parodia di uno sceicco arabo da parte di Andy Luotto).

## Tracce
Lato A
1. 'O sarracino

Lato B
1. Caravan petrol

## Formazione
- Renato Carosone: voce, pianoforte

La formazione del sestetto che incide le due canzoni del disco è la seguente:
- Gegè Di Giacomo: batteria, cori, percussioni
- Piero Giorgetti: basso, cori
- Raf Montrasio: chitarra
- Aldo Pagani: percussioni
- Gianni Tozzi: sax
- Toni Grottola: clarinetto
- Riccardo Rauchi: sax, clarinetto